# Florencia Mercau
María Florencia Mercau (San Juan, Argentina, 28 de abril de 1994) es una futbolista argentina que juega actualmente de  arquera en El Porvenir de la Primera División de Argentina.

## Trayectoria
Comenzó a jugar al fútbol de pequeña en el Club Atlético Marquesado de la Liga Sanjuanina de Fútbol. También jugó al futsal en el equipo de Hualilán en su San Juan natal. 
En 2014 fue vista por un entrenador de River Plate que le propuso sumarse al plantel millonario, equipo con el cual Mercau debutó en la Primera División de Fútbol Femenino de Argentina y cuyo plantel integró durante más de dos años.
Luego llegó a Racing Club, en donde fue titular en el partido de retorno del club luego de una larga ausencia de casi 15 años en competiciones oficiales de AFA. Entre sus actuaciones destacadas está la definición por penales en la semifinal del Torneo Reducido por el ascenso 2017-18 frente a Lima FC, en donde atajó dos penales y permitió el pase a la final, que luego Racing terminaría ganando y logrando el ascenso a Primera A.
En 2019, con la profesionalización del fútbol femenino en Argentina, pasó al Club Atlético Independiente, convirtiéndose en la primera futbolista profesional sanjuanina.
El 6 de febrero de 2022, Mercau dejó de pertenecer a Independiente para convertirse en nueva jugadora de El Porvenir. La arquera sanjuanina tuvo su debut oficial con la camiseta blanquinegra el 25 de febrero del mencionado año, en una derrota en el estadio Gildo Ghersinich contra Boca, el último supercampeón, por 1 a 0. Mercau fue una de las figuras en aquel partido.

### Selección de San Juan
Integró varias veces la selección de la provincia de San Juan disputando torneos binacionales y campeonatos de selecciones de Ligas.

## Clubes
| Club                     | País      | Año         |
| ------------------------ | --------- | ----------- |
| Club Atlético Marquesado | Argentina | -           |
| River Plate              | Argentina | 2014 - 2016 |
| Racing Club              | Argentina | 2017-2019   |
| Independiente            | Argentina | 2019        |
| El Porvenir              | Argentina | 2022        |